# Jawbreaker (film)
Pour les articles homonymes, voir Jawbreaker.
Pour plus de détails, voir Fiche technique et Distribution.
Jawbreaker ou Quelle bourde ! est un film américain réalisé par Darren Stein (en) et sorti en 1999.

## Synopsis
Le jour de ses 17 ans, Liz Purr, élève du lycée Reagan High à Los Angeles, est kidnappée par ses amies Courtney, Marcie et Julie qui veulent lui faire une blague.
Avant de la jeter dans le coffre d'une voiture,  elles la bâillonnent avec un Jawbreaker— gros bonbon rond, difficile à croquer ou sucer — qui l'étouffe pendant le trajet.
Courtney insiste pour couvrir le meurtre mais une élève a tout vu : Fern. Pour acheter son silence, Courtney l'accepte dans la bande après l'avoir transformée et renommée Violet.

## Fiche technique
- Titre original et français : Jawbreaker
- Titre québécois : Quelle bourde !
- Réalisation : Darren Stein (en)
- Scénario : Darren Stein (en)
- Musique : Stephen Endelman
- Photographie : Amy Vincent
- Montage : Troy Takaki
- Production : Stacy Kramer & Lisa Tornell
- Sociétés de production : Crossroads Films, Jawbreaker Productions Inc., Kramer-Tornell Productions & TriStar Pictures
- Société de distribution : TriStar Pictures
- Pays d'origine :  États-Unis
- Langue originale : anglais
- Budget : 3,5 millions de dollars[1]
- Format : Couleur - Dolby Digital - SDDS - 1.85:1
- Genre : Comédie noire et thriller
- Durée : 83 minutes
- Dates de sortie[2] :
  - États-Unis : 30 janvier 1999 (festival du film de Sundance)
  - États-Unis : 19 février 1999
  - Belgique, France : 4 août 1999
- Classification[3] :
  - États-Unis : R - Restricted
  - France : interdit aux moins de 12 ans

## Distribution
- Rose McGowan (VF : Virginie Méry) : Courtney Alice Shayne
- Rebecca Gayheart (VF : Vanina Pradier) : Julie Freeman
- Julie Benz (VF : Anneliese Fromont) : Marcie « Foxy » Fox
- Judy Greer (VF : Laura Préjean) : Fern Mayo / Violet
- Ethan Erickson (VF : Tanguy Goasdoué) : Dane Sanders
- Chad Christ (VF : Damien Boisseau) : Zack Tartak
- Pam Grier (VF : Maïk Darah) : l'inspecteur Vera Cruz
- Carol Kane (VF : Annie Le Youdec) : Mme Sherwood
- Charlotte Ayanna (en) : Elizabeth « Liz » Purr
- Tatyana Ali : Brenda Chad
- P. J. Soles : Mme Purr
- William Katt : M. Purr
- Jeff Conaway : M. Fox
- Marilyn Manson : le bizarre (caméo)
- Sandy Martin : l'infirmière

Source VF : Voxofilm

## Production

### Genèse et développement
Le cinéaste Darren Stein envisage initialement de faire un film d'horreur mais son intrigue évolue davantage vers une comédie teintée d'humour noir.

### Attribution des rôles
En couple avec l'actrice Rose McGowan au moment du tournage, le chanteur Marilyn Manson fait une petite apparition.
Rachael Leigh Cook a auditionné pour le rôle de Julie.

### Tournage
Le tournage a lieu en Californie : Los Angeles (Dorsey High School, Notre Dame High School, University High School, Sherman Oaks, West Los Angeles...), Culver City, Downey. Il ne dure que 30 jours.

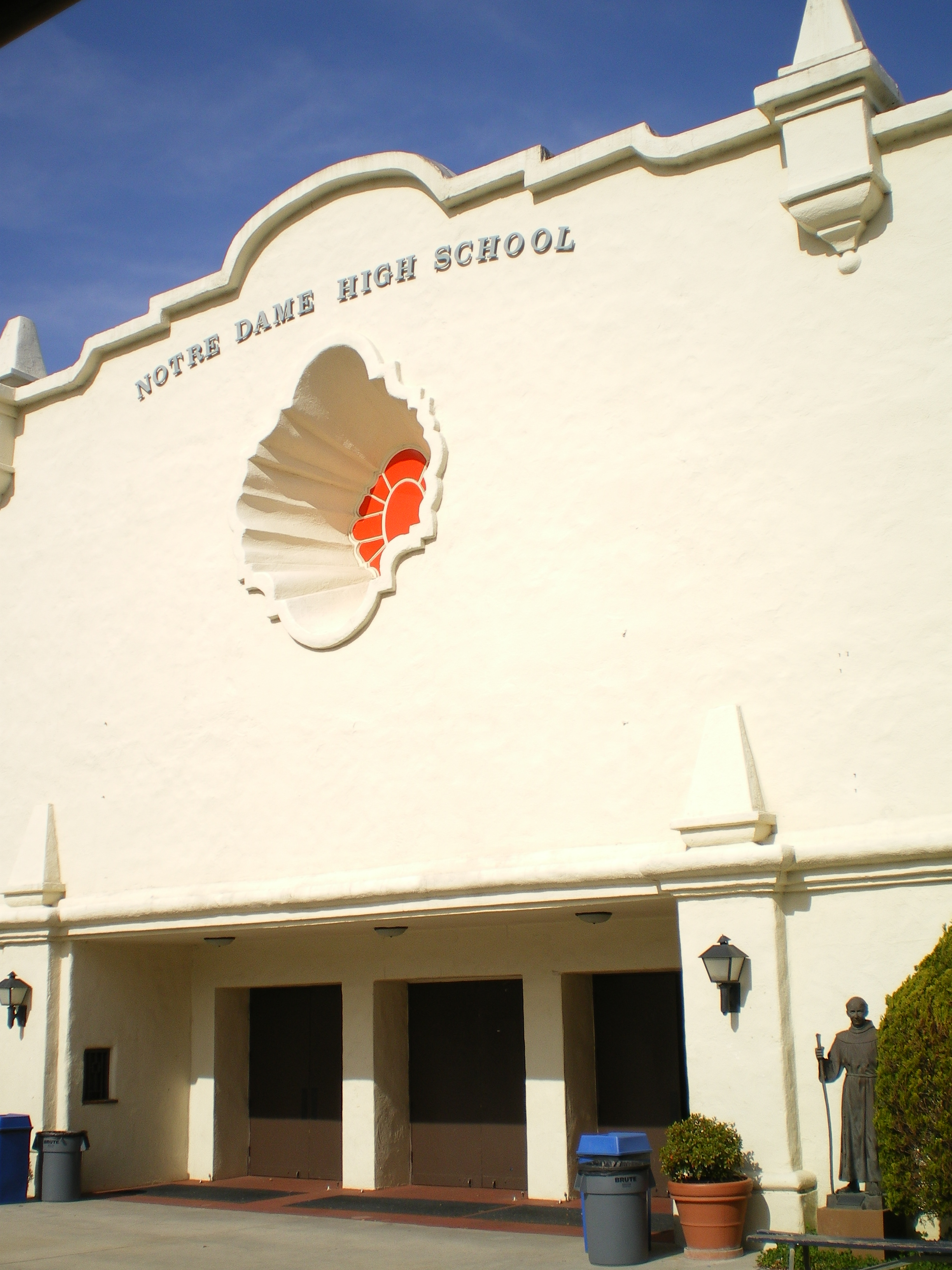
Notre Dame High School
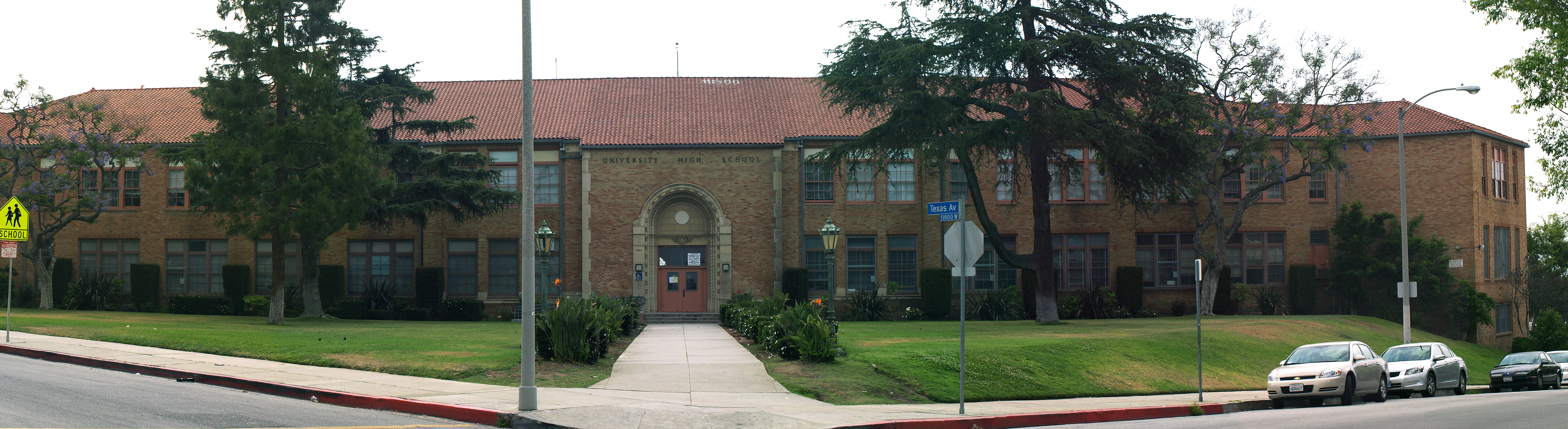
University High School

### Bande originale
La musique du film est composée par Stephen Endelman. La bande originale commercialisée par London Records est cependant constituée de chansons pop rock présentes dans le film et interprétées par divers artistes et groupes.
Liste des titres
1. Yoo Hoo (Imperial Teen (en)) – 3:31
2. I See (Letters to Cleo) – 3:56
3. Next to You (Ednaswap (en)) – 2:35
4. Don't Call Me Babe (Shampoo) – 2:58
5. Bad Word for a Good Thing (Friggs) – 2:53
6. Stay in Bed (Grand Mal) – 4:49
7. Flow (Transister (en)) – 5:59
8. She Bop (Howie Beno) – 3:06
9. Water Boy (Imperial Teen (en)) – 1:36
10. Rock You Like a Hurricane (Scorpions) – 4:14
11. Rock 'n' Roll Machine (The Donnas) – 2:54
12. Beat You Up (The Prissteens) – 2:36
13. Trouble (Shampoo) – 3:21

Autres chansons présentes dans le film
- Good Times Roll de The Cars
- Lollipop Lips de Connie Francis
- Heartbreaker de The Friggs
- Volcano Girls de Veruca Salt

## Accueil

### Critique
Le film reçoit des critiques très négatives aux États-Unis. Certains journalistes y voient trop de ressemblances avec Fatal Games sorti en 1989. Sur l'agrégateur américain Rotten Tomatoes, il récolte 13% d'opinions favorables pour 63 critiques et une note moyenne de 3,6⁄10. Le consensus du site est « Cette comédie jetable est victime de sa sensibilité branchée ». Sur Metacritic, il obtient une note moyenne de 22⁄100 pour 21 critiques.
En France, Télérama publie une critique négative du film dans laquelle on peut notamment lire « Après Elle est trop bien, Sexe Intentions et College Attitude, c'est le quatrième nanar de l'été, qui se termine par un bal de fin d'année scolaire dont la reine, à peine élue, se fait lyncher. Vivement la rentrée. ».

### Box-office
Le film fonctionne bien au box-office. Aux États-Unis et au Canada, il récolte 3 117 085 $.

## Distinction
Le film ne reçoit qu'une nomination : aux MTV Movie & TV Awards 1999, Rose McGowan est nommée dans la catégorie du meilleur méchant.

## Commentaires
Pour incarner Courtney, Rose McGowan a avoué s'être inspirée de la performance de Gene Tierney dans Péché mortel (1945).
En 2013, le film est adapté en comédie musicale avec Elizabeth Gillies dans le rôle de Courtney Shayne.